# Аббенроде
Аббенроде (нем. Abbenrode) — район (нем. Ortsteil) общины Нордгарц в районе Гарц земли Саксония-Анхальт в Германии.
До 1 января 2010 года Аббенроде был самостоятельной общиной. Население составляет 916 человек (на 31 декабря 2009 года). Занимает площадь 11,18 км².

## Географическое положение
Аббенроде расположен на реке Эккер недалеко от границы земли с Нижней Саксонией в северном предгорье Гарца.

## История
Король Лотарь II 13 июня 1129 года подтвердил, что продажа двора Аббенроде в Гарцгау в герцогстве герцога Генриха пфальцграфом Фридрихом фон Путелендорфом Гебхарду фон Лохтену была утверждена в его присутствии.
В Аббенроде находился монастырь, который был в значительной степени разрушен во время Крестьянской войны в 1525 году и упразднен в 1554 году. Сегодня от него не осталось и следа.
После изданного правительством ГДР 26 мая 1952 года «Постановления о мерах на демаркационной линии между ГДР и западными оккупационными зонами Германии» Аббенроде также попал в зону мер по обеспечению безопасности внутригерманской границы. Посёлок был в значительной степени отрезан от остальной территории ГДР 5-километровой и 500-метровой запретными зонами. Не проживающие в посёлке могли посещать родственников в Аббенроде только по пропуску. Из-за изоляции в пограничной зоне приток новых жителей практически отсутствовал, что привело к запустению многих крестьянских дворов и других зданий.
С открытием границы ГДР в 1989/90 годах, 27 января 1990 года в 8 часов утра, снова стал напрямую доступен и соседний посёлок Лохтум. Как и в 108 других местах вдоль бывшей границы, к 20-летию открытия границы была установлена памятная доска в рамках исторического проекта «Броккенская декларация». На ней зафиксированы дата и время открытия границы. Также было восстановлено сообщение с Веннероде на севере. Благодаря плану землепользования, принятому в мае 1996 года, подключению к автомагистрали A36 и строительству промышленной зоны Аббенроде постепенно развивается.
1 января 2010 года ранее самостоятельные общины Аббенроде, Данштедт, Хойдебер, Лангельн, Шмацфельд, Штапельбург, Феккенштедт и Вассерлебен объединились в единую общину Нордгарц.

## Политика

### Бургомистр
Последним бургомистром самостоятельной общины Аббенроде был Вольфганг Мертинс.

### Герб
Герб был утвержден 16 марта 2009 года районом Харц и зарегистрирован в Земельном архиве Саксонии-Анхальт под номером 10/2009.
Блазонирование: «Щит скошен справа серебряной перевязью на червлень и зелень; вверху золотой мельничный жёрнов с отверстием для оси и два золотых колоса, расположенных по скошению в разные стороны; внизу золотой ключ бородкой вверх к краю щита и квадратным ушком».
Ссылаясь на бывший монастырь, способствовавший развитию поселка, на тот факт, что Аббенроде был деревней мельников, и на то, что сельское хозяйство являлось основной экономической базой для жителей, Аббенроде самостоятельно создал герб, который был утвержден и представлял собой скошенный красно-зеленый щит с ключом, мельничным колесом и колосьями.
Этот герб по нескольким существенным позициям не соответствовал геральдическим правилам и в таком виде не мог быть утвержден. Поэтому общинный совет поручил магдебургскому коммунальному геральдисту Йоргу Манцшу разработку и представление герба на утверждение. Вместо водяного колеса геральдистом для ясности изображения был выбран мельничный жёрнов.
Цвета района: жёлтый - зелёный.

### Флаг
Флаг представляет собой жёлто-зелёное (1:1) полотнище (в поперечном формате: полосы горизонтальные, в продольном формате: полосы вертикальные) с расположенным по центру гербом общины.

## Галерея
- Въезд в Аббенроде со стороны Лохтума с памятным знаком о падении Железного занавеса, 26 июня 2019 года.
- Церковь Святого Андрея в Аббенроде
- Автомагистраль A36 у Аббенроде